# Ondes Martenot

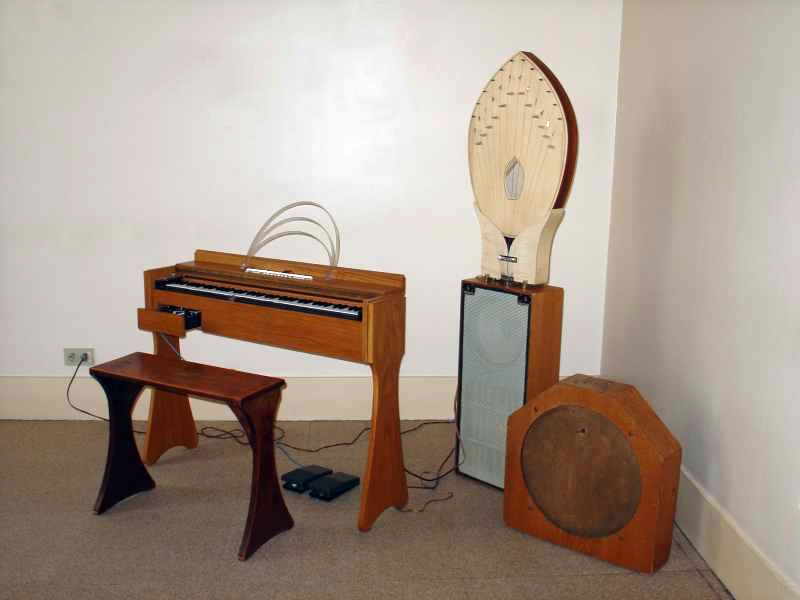
En Ondes Martenot

Ondes Martenot (franska 'Martenot-vågor') är ett tidigt elektroniskt musikinstrument som uppfanns 1928 av Maurice Martenot.
Instrumentet är uppbyggt av två högfrekventa tongeneratorer och spelas med en ring som dras på en tråd. En målad klaviatur underlättade tonträffningen, men senare tillkom även en riktig klaviatur där tangenterna kunde röras i sidled för att skapa mikrotoner. Ursprungligen lät instrumentet mycket likt thereminen, men möjligheter utökades senare genom att högtalare och ett in- och urkopplingsbart filter tillfördes. Ondes Martenot är särskilt känt för dess spöklika svängande toner som åstadkoms av att radiorören producerar oscillerande frekvenser.
Ondes Martenot har använts av många kompositörer, mest bekant Olivier Messiaen. Han använde det i många av sina verk, såsom Turangalîlasymfonin och Trois Petites Liturgies de la Présence Divine. Hans opera Saint-François d'Assise kräver tre stycken ondes Martenot.  Andra kompositörer som har använt instrumentet är Pierre Boulez, Edgar Varèse, Darius Milhaud, Arthur Honegger och Maurice Jarre. André Jolivet skrev en konsert för det 1947. Den historiskt mest kända utövaren av instrumentet är Jeanne Loriod.
Instrumentet har ofta använts i filmmusik till skräck- och science fiction-filmer, och används fortfarande då och då.  Några exempel är Lawrence av Arabien (1962), Billion Dollar Brain (1967), Amelie från Montmartre (2001), och Bodysong (2003) av Jonny Greenwood från Radiohead. Greenwood har fört ut instrumentet till en större publik även med Radioheads skivor Kid A (2000), Amnesiac (2001) och Hail to the Thief (2003).  

## Video
- Ondes Martenot, glassharmonica, cristal Baschet / Thomas Bloch